# 1356 Nyanza
1356 Nyanza este un asteroid din centura principală, descoperit pe 3 mai 1935, de Cyril Jackson.